# Saint-Pierre-la-Cour
Saint-Pierre-la-Cour ist eine französische Gemeinde mit 2.313 Einwohnern (Stand: 1. Januar 2022) im Département Mayenne in der Region Pays de la Loire. Sie gehört zum Arrondissement Laval und zum Kanton Loiron-Ruillé. Die Einwohner werden Pierrot Courtois und Pierrot Courtoises genannt.

## Geographie
Saint-Pierre-la-Cour liegt etwa 25 Kilometer westnordwestlich von Laval an der Grenze zum Département Ille-et-Vilaine. Umgeben wird Saint-Pierre-la-Cour von den Nachbargemeinden Bourgon im Nordwesten und Norden, Launay-Villiers im Norden, Port-Brillet im Nordosten und Osten, La Brûlatte im Osten und Südosten, La Gravelle im Süden, Bréal-sous-Vitré im Südwesten und Westen, Erbrée im Westen sowie La Chapelle-Erbrée im Nordwesten.

## Bevölkerungsentwicklung
| Jahr                       | 1962 | 1968 | 1975 | 1982 | 1990 | 1999 | 2006 | 2019 |
| Einwohner                  | 1572 | 1750 | 1782 | 1668 | 1622 | 1638 | 1817 | 2265 |
| Quellen: Cassini und INSEE |      |      |      |      |      |      |      |      |

## Wirtschaft und Infrastruktur
Der Baustoffhersteller Lafarge betreibt in Saint-Pierre-la-Cour seit 1951 ein Zementwerk mit einer Jahresproduktion von 1,6 Millionen Tonnen.

### Verkehr
Saint-Pierre-la-Cour hat einen Bahnhof an der Bahnstrecke Paris–Brest und wird im Regionalverkehr mit TER-Zügen bedient.

## Sehenswürdigkeiten
- Kirche Saint-Pierre aus dem 20. Jahrhundert

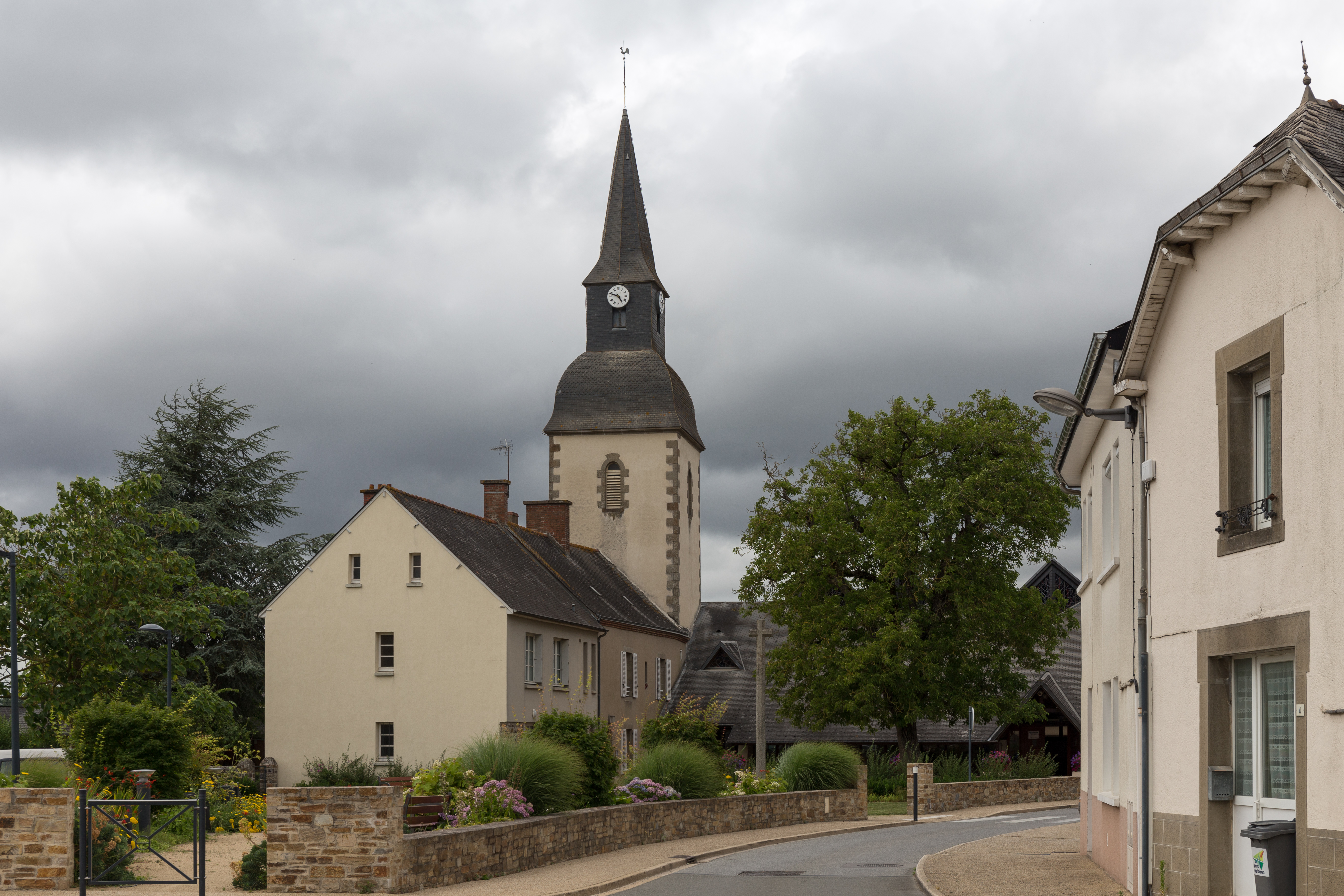
Kirche Saint-Pierre

- Zwei Menhire
- Hippodrom von Tilleul

## Persönlichkeiten
- Jean-Claude Bouttier (* 1944), französischer Boxer (Mittelgewicht), geboren in Saint-Pierre-la-Cour
- Jean-Paul Kauffmann (* 1944), französischer Schriftsteller und Journalist, geboren in Saint-Pierre-la-Cour